# Осляча Шкура
Осляча Шкура (фр. Peau d'Âne) — віршована казка Шарля Перро. Твір вперше вийшов друком 1694 року у малому виданні; 1697 року Шарль Перро помістив оповідку до збірки «Казки матінки моєї Гуски». Згідно з класифікацією Аарне–Томпсона, казка належить до групи 510B, неприродне кохання. Деякі видання містять цензуровану версію казки, в якій головна героїня — не дочка, а прийомна дочка закоханого в неї короля.

## Сюжет
Королева занедужала і перед смертю попросила свого чоловіка пообіцяти, що він одружиться вдруге тільки тоді, коли відшукає лише таку, яка буде гарнішою і кращою за неї. Після невдалих пошуків нареченої, король вирішує взяти шлюб зі своєю дочкою (в деяких версіях королівською вихованкою). Принцеса не хоче ставати дружиною старого короля і своєї хрещеної феї Бузку ставить королю такі умови: три сукні (одну — блакитну як неба, другу — срібну як місяць, третю — блискучу як сонце) і шкуру його улюбленого осла, на підстилку якого щоранку знаходять золото. Одягнувши шкуру, налякана принцеса вирішує втікати з палацу: за нею їде під землею чарівна скриня з сукнями й прикрасами.
Принцеса наймається робітницею до будинку, який стояв на краю великого міста, де її за неоковирний вигляд називають Ослячою Шкурою. Одного дня, принц зазирнув у замкову щілину і закохався у гарно вбрану принцесу, яка на свято приміряла одну зі своїх суконь. Невдовзі він наказує Ослячій шкурі спекти йому пиріг, а також усім дівчатам королівства приміряти каблучку зі смарагдовим самоцвітом, яку він знайшов у пирозі. Кому каблучка буде до руки, та і стане його нареченою. Ослячій шкурі, яка вдягнула одну зі своїх суконь, підходить на пальчик знайдена принцом каблучка і вона стає його дружиною.